# Bélapátfalva vasútállomás
Bélapátfalva vasútállomás egy Heves vármegyei vasútállomás, Bélapátfalva településen, a MÁV üzemeltetésében. Közúti megközelítését a település központja felől a 2506-os útból kiágazó, szűk 800 méter hosszú 25 304-es számú mellékút (a bélapátfalvai Május 1. út), északról, Bükkszentmárton felől pedig a 2507-es útból letérő, nagyjából másfél kilométeres hosszúságú 25 305-ös számú mellékút biztosítja.

## Vasútvonalak
Az állomást az alábbi vasútvonalak érintik:
- Füzesabony–Putnok-vasútvonal

## Kapcsolódó állomások
A vasútállomáshoz az alábbi állomások vannak a legközelebb:
- Mónosbél vasútállomás (Eger vasútállomás, Füzesabony–Putnok-vasútvonal)
- Bélapátfalvi Cementgyár megállóhely (Szilvásvárad vasútállomás, Füzesabony–Putnok-vasútvonal)

## Története
Ezen az állomáson volt tolatómozdony a XX. század első felében az országba került néhány Breuer lokomotor egyike, amely a Bélapátfalvi Cementgyárat szolgálta ki.

## Forgalom
| Járat        | Útvonal | Gyakoriság                     |
| ------------ | --- | ------------------------------ |
| személyvonat | Eger – Egervár – Eger-Felnémet – Almár – Szarvaskő – Mónosbél – Bélapátfalva – Bélapátfalvi Cementgyár – Szilvásvárad-Szalajkavölgy – Szilvásvárad | Napi 2 pár (nyáron napi 4 pár) |